# 埃爾斯沃思 (伊利諾伊州)
埃爾斯沃思（英語：Ellsworth）是位於美國伊利諾伊州麥克萊恩縣的一個村落。

## 地理
埃爾斯沃思的座標為40°26′58″N 88°42′58″W / 40.44944°N 88.71611°W，而該地最高點為海拔高度264米（即866英尺）。

## 人口
根據2010年美國人口普查的數據，埃爾斯沃思的面積為0.59平方千米，當中陸地面積為0.59平方千米，而水域面積為0.00平方千米。當地共有人口195人，而人口密度為每平方千米330人。